# 地下创世纪：冥河深渊
《地下创世纪：冥河深渊》是蓝天制作（后Looking Glass Studios）开发，Origin Systems于1992年发行电子角色扮演游戏。
游戏获得1992年原創獎之最佳奇幻与科幻电脑游戏奖，亦获游戏开发者大会奖项提名。